# François Charbonnet
François Charbonnet (* 1972 in Genf) ist ein Schweizer Architekt, Universitätsprofessor und Mitgründer von Made in.

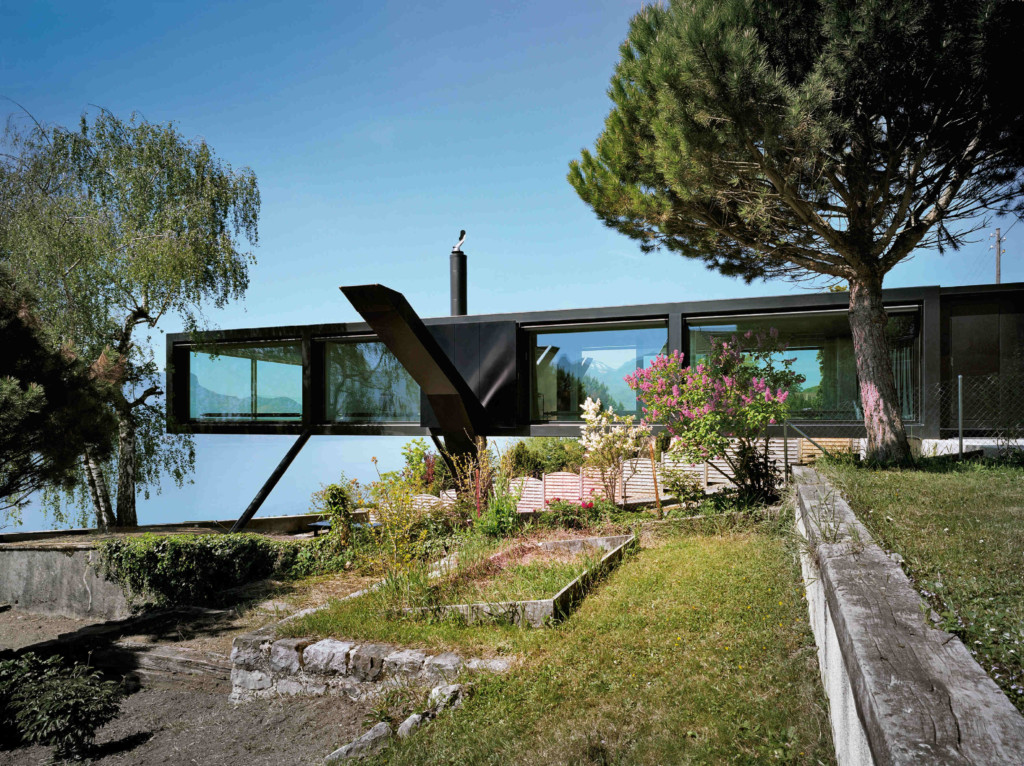
Villa Chardonne

## Werdegang
François Charbonnet studierte von 1994 bis 1999 Architektur an der ETH Zürich. Nach dem Diplom bei Hans Kollhoff praktizierte er bei Terence Riley Architects in New York (1997–1998) und arbeitete bei Herzog & de Meuron / OMA in Basel (2000–2003). 2003 gründete er mit Adrien Verschuere und Patrick Heiz Made in in Genf. Er lehrte als Gastprofessor an der EPF Lausanne (2010–2011), der ETH Zürich (2011–2013), der Accademia di Architettura di Mendrisio (2014–2015) und dem Kyoto Design Lab (2017–2018) und seit 2018 als Professor für Architektur und Entwurf an der ETH Zürich.

## Bauwerke
Eine Auswahl der Bauwerke von Made in werden von Walter Mair fotografiert.
- 2008: Villa Chardonne[3]
- 2011: W Apartment, Genf
- 2014: Gleisarena, Zürich[4][5]

## Auszeichnungen und Preise
- 2006: Prix Fédéral Suisse d'Art & d'Architecture[6]
- 2009: Bronzener Hase für Haus Heiz, Chardonne[7]
- 2009: Anerkennung – Prix Acier für Haus Heiz, Chardonne[8]
- 2023: Schönste Deutsche Bücher für Portraits. Architectural Parables. Park Books, Zürich 2022[9]
- 2023: Schönste Schweizer Bücher für Portraits. Architectural Parables. Park Books, Zürich 2022

## Bücher
- Samuel Penn (Hrsg.): ACCOUNTS. Pelinu Books, Bukarest 2019 mit Beiträgen von Pier Vittorio Aureli, François Charbonnet, Beat Consoni, Irina Davidovici, Mike Davies, Andrea Deplazes, Angela Deuber, Sérgio Fernandez, Pascal Flammer, Christoph Gantenbein, Rolf Jenni, Jan Kinsbergen, Oliver Lütjens, Peter Märkli, Marcel Meili, Thomas Padmanabhan, Samuel Penn, Jonathan Sergison, Álvaro Siza, Luigi Snozzi, Laurent Stalder, Martino Tattara, Marie-José Van Hee, Adrien Verschuere, Tom Weiss, Andrea Zanderigo, Raphael Zuber
- François Charbonnet, Patrick Heiz (Hg.): Portraits. Architectural Parables. Park Books, Zürich 2022. ISBN 978-3-03860-309-2